# Yon Hyong-muk
Yon Hyong-muk, född 3 november 1931 i provinsen Kyongwon i Norra Hamgyong, död 23 oktober 2005, nordkoreansk politiker och Nordkoreas premiärminister 1989 till 1992.

## Utmärkelser
- Arbetets hjälte (Nordkorea)[1]
- Kim Il-sung-orden[1]

[Redigera Wikidata]